# Dariusz Kasperek
Dariusz Kasperek (Cracovia, 24 maggio 1966) è un ex calciatore polacco, di ruolo centrocampista.

## Carriera

### Club
Kasperek vestì la maglia del KS Cracovia, prima di trasferirsi ai norvegesi del Lyn Oslo. Esordì nella 2. divisjon in data 17 luglio 1988, subentrando a Knut Nesbø nella vittoria per 5-0 sul Kvik Halden. Il 31 luglio arrivò la prima rete, nella vittoria per 3-0 sullo Haugar. Il 14 agosto segnò una doppietta ai danni del Viking (il Lyn Oslo s'impose per 3-0), mentre il 25 settembre realizzò una tripletta al Vidar (6-1). Giocò 4 partite con questa maglia, mettendo a referto 6 marcature.
Conclusa questa esperienza, si trasferì al Liv/Fossekallen. Giocò poi in Belgio, allo RC Harelbeke e all'Excelsior Mouscron, per poi tornare in patria e militare nelle file dello Śląsk Wrocław. Fu poi in forza agli austriaci del Bregenz, prima di ritornare in Belgio, nel Tournai e poi nel Roeselare. Chiuse la carriera in Polonia, nel Konin.